# Rabnabäcken
Rabnabäcken este o arie protejată (arie specială de conservare — SAC, sit de importanță comunitară — SCI) din Suedia întinsă pe o suprafață de 12,8 ha, integral pe uscat.

## Localizare
Centrul sitului Rabnabäcken este situat la coordonatele 65°39′29″N 17°05′33″E / 65.6581°N 17.0925°E.

## Înființare
Situl Rabnabäcken a fost declarat sit de importanță comunitară în decembrie 1998 pentru a proteja 1 specie de plante. Situl a fost protejat și ca arie specială de conservare în martie 2011.

## Biodiversitate
Situată în ecoregiunea boreală, aria protejată conține 1 habitat natural: Taiga vestică.
La baza desemnării sitului se află o specie protejată de  plante: Calypso bulbosa.